# Viljučinskij
Viljučinskij (rusky Вилю́чинский) je neaktivní stratovulkán, nacházející se v jižní části poloostrova Kamčatka, asi 25 km jihozápadně od Avačského zálivu a města Viljučinsk pojmenovaného podle něj. Svahy vulkánu pokrývají hluboko erodovaná údolí a u jeho základny se nachází několik čedičových struskových kuželů a lávových dómů. Stáří stratovulkánu se odhaduje na pleistocén, ale sopečná činnost skončila až začátkem holocénu, přibližně před 10 000 lety.